# Johan Hamrin
Johan Hamrin, född 27 november 1869 i Ytterhiske i Umeå landsförsamling, död 14 juni 1930 i Nämdö socken, var en svensk lantmätare. Han var bror till skådespelaren Ossian Hamrin.
Johan Hamrin var son till kronofogden Johan Olof Hamrin. Han avlade mogenhetsexamen i Umeå 1888, lantmäteriexamen 1891 och hovrättsexamen vid Lunds universitet 1894. Han blev 1894 amanuens i Nedre justitierevisionen, tjänstgjorde i domsaga 1896–1898 samt var amanuens i Civildepartementet 1899 och i Jordbruksdepartementet 1900. Hamrin utsågs till vice kommissionslantmätare i Västerbottens län 1899 och i Norrbottens län 1900, till kommissionslantmätare 1903 och till lantmäterifiskal 1905. 1907 befordrades han till extra föredragande i Lantmäteristyrelsen och utnämndes 1908 till byråchef där. Hamrin var från 1903 lärare i rättslära vid Lantmäteriinstitutet och 1922 föreståndare där, och lade ned mycket arbete på att förbättra lantmäteriundervisningen. Han var 1917–1920 ledamot av 1917 års lantmäterikommission och hade stort inflytande av dess betänkande, som blev av betydelse för lantmäteriets nydaning i Sverige. Därutöver hade han andra uppdrag kopplade till jordfrågor, bland annat som ordförande för kommissionen för Dalarnas delning i skifteslag 1920–1922, som sakkunnig i fråga om bolags jordförvärv 1925, som ordförande för sakkunniga för lagstiftning rörande ägogränser i Justitiedepartementet med mera. Han utgav ett flertal skrifter inom sitt fack. Hamrin är begravd på Västra kyrkogården i Umeå.